# Gora Glaz
Gora Glaz är ett berg i Antarktis. Det ligger i Östantarktis. Australien gör anspråk på området. Toppen på Gora Glaz är 582 meter över havet.
Terrängen runt Gora Glaz är huvudsakligen lite kuperad.  Trakten är obefolkad. Det finns inga samhällen i närheten.